# Dušan Frosch
Dušan Frosch (* 8. květen, 1981, Hradec Králové) je bývalý česko-německý hokejový útočník, odchovanec týmu HC Stadion Hradec Králové. Přijal německé občanství a většinu kariéry hrál německou nejvyšší soutěž DEL a nižší DEL2. V sezóně 2013/14 nastupoval za celek Iserlohn Roosters, odkud se přesunul do EC Bad Nauheim, kde hrál do roku 2018. Následující sezónu odehrál ve třetí německé lize a další tři ve čtvrté.